# Apocalipse 4
Apocalipse 4 é o quarto capítulo do Livro do Apocalipse (também chamado de "Apocalipse de João") no Novo Testamento da Bíblia cristã. O livro todo é tradicionalmente atribuído a João de Patmos, uma figura geralmente identificada como sendo o apóstolo João.

## Texto
O texto original está escrito em grego koiné e contém 11 versículos. Alguns dos mais antigos manuscritos contendo porções deste capítulo são:
- Papiro 115 (c. 275, versículos 10-12)
- Codex Sinaiticus (330-360, completo)
- Codex Alexandrinus (400-440, completo)
- Uncial 0169 (século IV, versículos 1-3)

## Estrutura

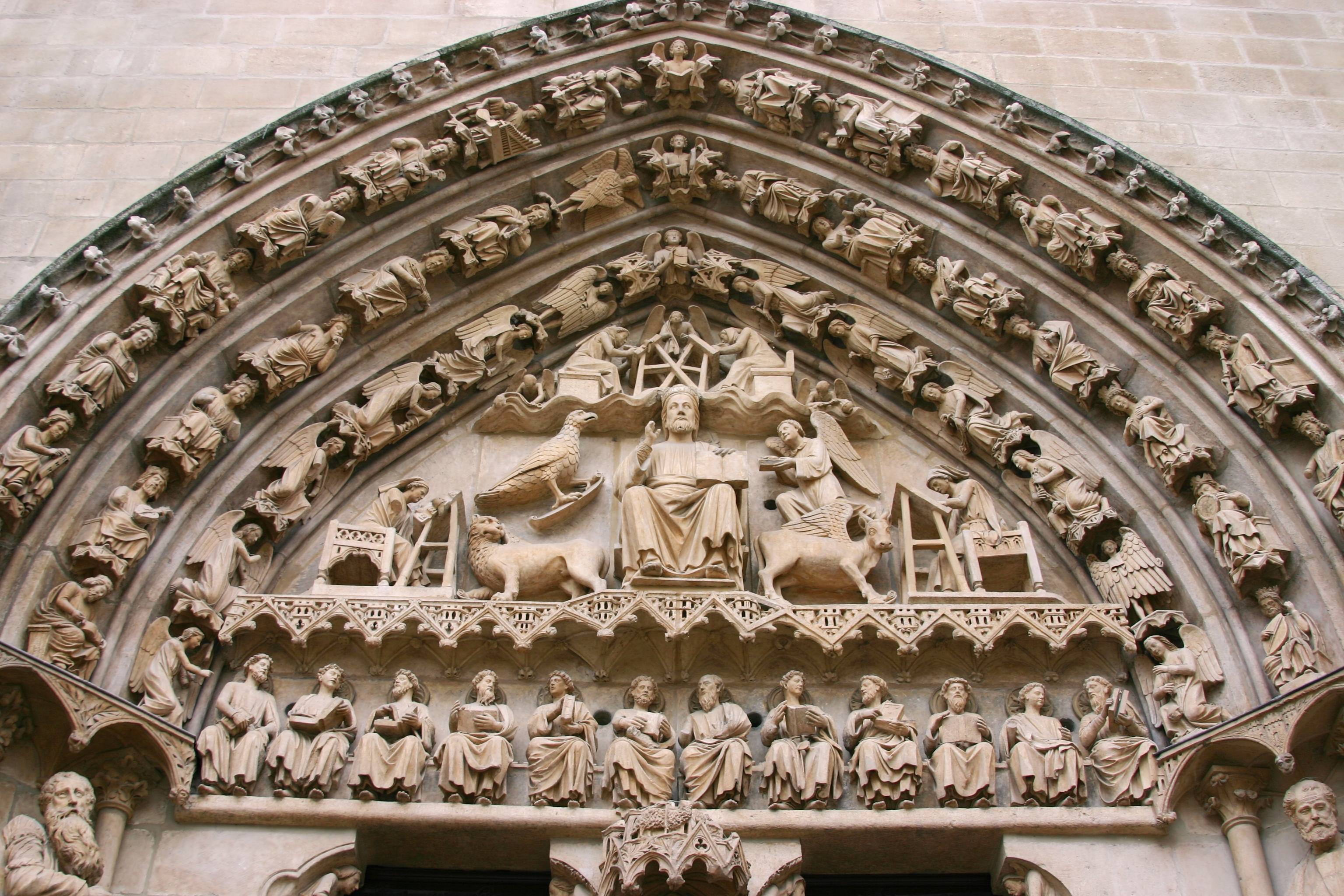
Cristo entronizado rodeado pelos tetramorfos, que simbolizam os quatro evangelistas, citados no versículo 7 deste capítulo.
Tímpano de uma das portas da Catedral de Burgos, na Espanha.

Este curto capítulo pode ser dividido em duas seções distintas:
- A Sala do Trono Celestial (versículos 1-3)
- Os 24 anciãos e as quatro criaturas viventes cheias de olhos (versículos 4-11)

## Versículo 7
Este versículo — «A primeira criatura era semelhante a um leão, a segunda criatura semelhante a um novilho, a terceira criatura tinha um rosto como de homem, e a quarta criatura era semelhante a uma águia que voa» (Apocalipse 4:7) — é uma clara referência às quatro criaturas viventes que simbolizam os evangelistas, conhecidas coletivamente como tetramorfos: o leão representa Marcos; o novilho, Lucas; o homem, Mateus e a águia, João.